# Ivánfi Jenő

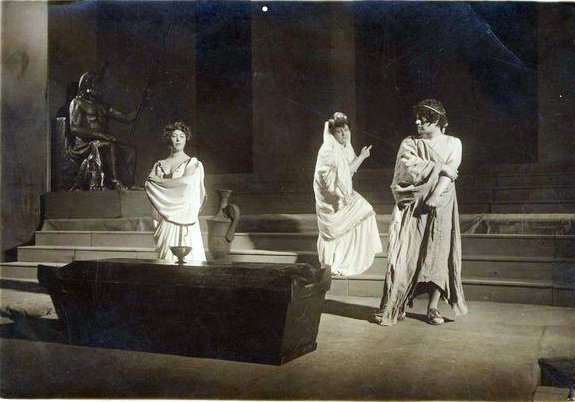
Charles Leconte de Lisle: Az erinnysek. Bemutató: Nemzeti Színház, 1913.01.03. Rendező: Ivánfi Jenő. Szereplők: Elektra: Váradi Aranka, Klyteimnestra: Jászai Mari, Orestes: Beregi Oszkár.

Ivánfi Jenő, született Weisbrunn Ignác (Szeghalom, 1863. október 6. – Budapest, 1922. szeptember 26.) színész és színházi rendező. A budapesti Nemzeti Színház örökös tagja, a Petőfi Társaság tagja (1922).

## Élete
Zsidó családban született, mint Weisbrunn Mózes és Breuer Katalin fia. Középiskolai tanulmányait Budapesten végezte. Elvégezte az Országos Színművészeti Akadémiát, utána Győrbe, majd Szegedre szerződött. A szegedi színház leégése után meghívták a kolozsvári nemzeti színházhoz. 1893-ban hosszabb tanulmányútra ment külföldre, ahol megismerkedett Németország, Franciaország és Anglia színészetével, közben Paulay Ede megbízásából drámákat fordított. Hazatérése után, 1893 októberében a budapesti Nemzeti Színházhoz szerződött, ahol 1912-től rendezőként is dolgozott. 1922-ben főrendezővé nevezték ki.
Színészként elsősorban klasszikus drámák szerepeit alakította. Főbb alakításai: III. Richárd (Shakespeare), Oedipus király (Szophoklész), Lucifer (Madách Imre: Az ember tragédiája).
Színműveket írt és fordított. Lefordította a Nemzeti Színház számára többek között Molière Tartuffe-jét, Friedrich Hebbel Judith-ját, Racine Britannicusát. Cikkei megjelentek többek között a kolozsvári Ellenzékben, a Fővárosi Lapokban, a Magyar Géniuszban, valamint külföldi lapokban.

## Munkái
- A mult (drámai költemény, Kolozsvár, 1890)
- A tenger és szerelem hullámai (szomorújáték öt felvonásban. Franz Grillparzer darabjának fordítása, Budapest, 1892)
- Samil a mórok hercege (dráma négy felvonásban; Abonyi Lajossal együtt)
- Sappho (szomorújáték öt felvonásban. Grillparzer darabjának fordítása.) Bemutatták a budapesti Nemzeti Színházban 1893. november 24-én
- Századvégi leányok (színmű három felvonásban) Bemutatták a budapesti Nemzeti Színházban 1896. április 10-én.

## Jegyzetek

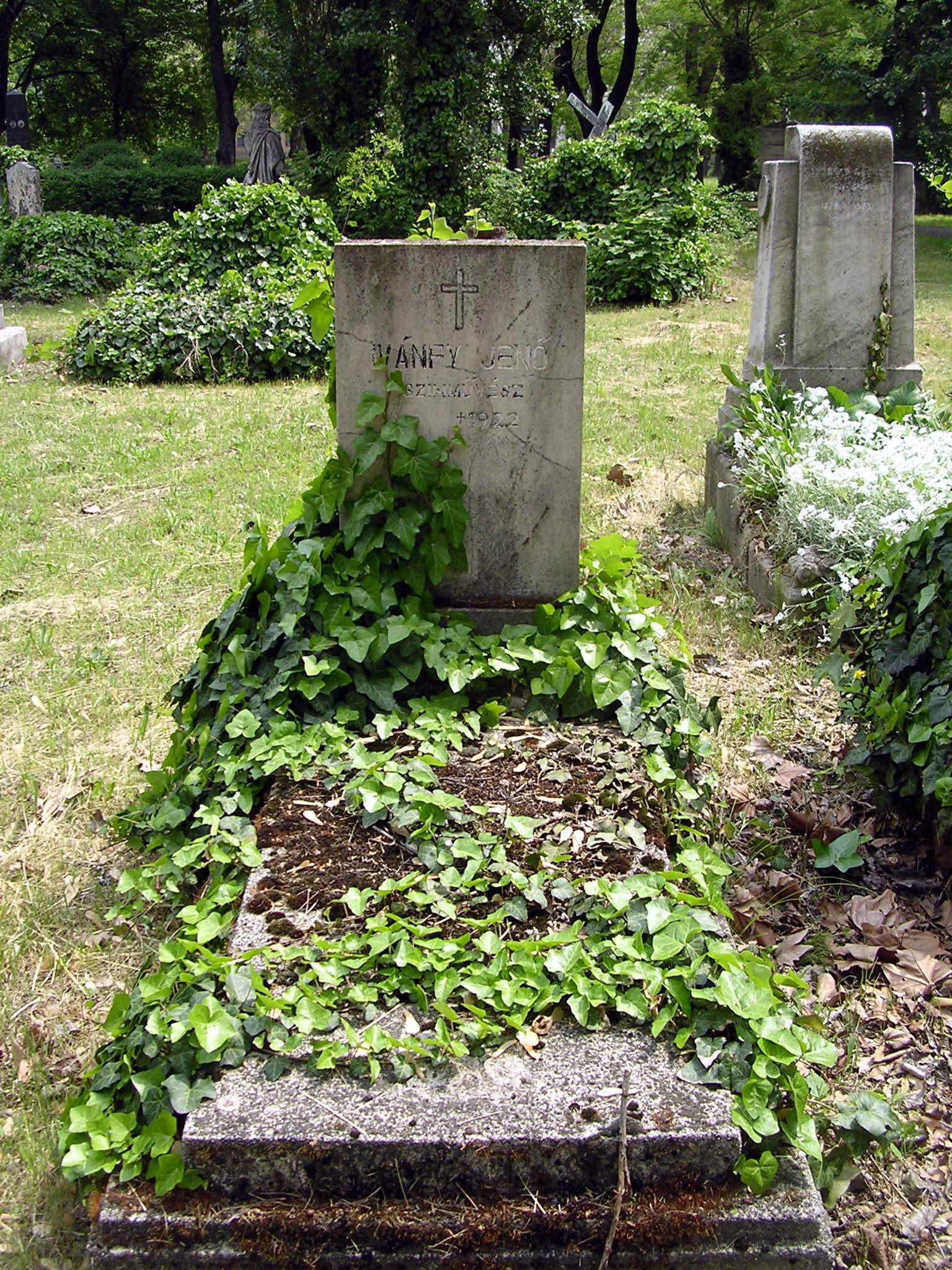
Sírja a Fiumei úti sírkertben (36/2-1-34)